# Miocyprideis
Miocyprideis is een geslacht van kreeftachtigen uit de klasse van de Ostracoda (mosselkreeftjes).

## Soorten
- Miocyprideis chaudhuryi (Luebimova & Guha, 1960) Guha, 1961 †
- Miocyprideis corbleuensis Ducasse, 1995 †
- Miocyprideis fortisensis (Keij, 1955) Kollmann, 1960
- Miocyprideis glabra (Goerlich, 1953) Kollmann, 1960 †
- Miocyprideis goekcenae Bassiouni, 1979 †
- Miocyprideis hanaii Bonaduce, Ruggieri, Russo & Bismuth, 1992 †
- Miocyprideis iranica Krstic, 1979 †
- Miocyprideis italiana Moos, 1962 †
- Miocyprideis kachchhensis Khosla, 1988 †
- Miocyprideis kollmanni Jiricek, 1974 †
- Miocyprideis konyaensis Bassiouni, 1979 †
- Miocyprideis leybarensis Carbonnel, 1986
- Miocyprideis lyubimovae Khosla, 1979 †
- Miocyprideis major Jiricek, 1974 †
- Miocyprideis mozarti (Bonaduce, Masoli & Pugliese, 1976) Maddocks, 1995
- Miocyprideis okhaensis Khosla, 1988 †
- Miocyprideis ornatissima Bonaduce, Ruggieri, Russo & Bismuth, 1992 †
- Miocyprideis ovalis Khalaf, 1988 †
- Miocyprideis paravurensis Khosla, 1988 †
- Miocyprideis phuketensis Malz & Ikeya, 1986 †
- Miocyprideis polita Bonaduce, Ruggieri, Russo & Bismuth, 1992 †
- Miocyprideis punctata Khosla, 1988 †
- Miocyprideis rara (Goerlich, 1953) Kollmann, 1960 †
- Miocyprideis runzeae Mostafawi, 1987 †
- Miocyprideis sarmatica (Zalanyi, 1913) Krstic, 1974 †
- Miocyprideis thirukkaruvensis Guha & Rao, 1976 †
- Miocyprideis timorensis (Fyan, 1916) Maddocks, 1995 †
- Miocyprideis vangoethemi (Wouters, 1981) Maddocks, 1995